# 2011-es női labdarúgó-világbajnokság

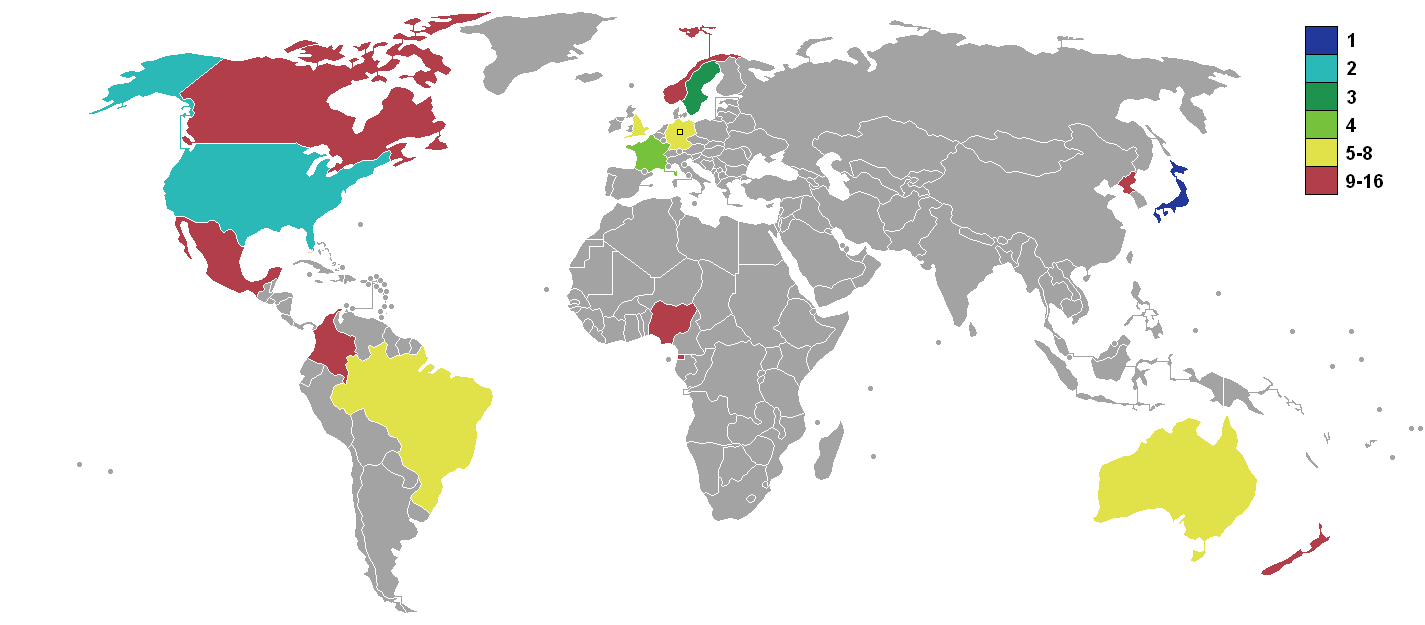
Részt vevő országok

A 2011-es női labdarúgó-világbajnokságot Németországban rendezték 2011. június 26. és július 17. között. Ez volt a 6. női labdarúgó-világbajnokság. A tornán 16 nemzet válogatottja vett részt. A világbajnokságot Japán nyerte, története során először.

## Helyszínek
A világbajnokság mérkőzéseinek az alábbi kilenc stadion ad otthont:
| A világbajnokság mérkőzéseinek helyszínei                                     | A világbajnokság mérkőzéseinek helyszínei                                      | A világbajnokság mérkőzéseinek helyszínei                       |
| ----------------------------------------------------------------------------- | ------------------------------------------------------------------------------ | --------------------------------------------------------------- |
|                                                                               |                                                                                |                                                                 |
| Impuls Arena Augsburg Férőhely: 25 579 Klub: FC Augsburg                      | Olimpiai Stadion Berlin Férőhely: 74 244 Klub: Hertha BSC                      | Ruhrstadion Bochum Férőhely: 23 000 Klub: VfL Bochum            |
|                                                                               |                                                                                |                                                                 |
| Rudolf-Harbig-Stadium Drezda Férőhely: 32 085 Klub: Dynamo Dresden            | Commerzbank-Arena Frankfurt am Main Férőhely: 49 240 Klub: Eintracht Frankfurt | BayArena Leverkusen Férőhely: 30 200 Klub: Bayer Leverkusen     |
|                                                                               |                                                                                |                                                                 |
| Borussia-Park Mönchengladbach Férőhely: 46 297 Klub: Borussia Mönchengladbach | Rhein-Neckar-Arena Sinsheim Férőhely: 25 641 Klub: TSG 1899 Hoffenheim         | Volkswagen-Arena Wolfsburg Férőhely: 25 361 Klub: VfL Wolfsburg |

## Játékvezetés
1991-ben a FIFA JB 10 férfit és egy nőt Cláudia Vasconcelos alkalmazott játékvezetőként. Partbírói szolgálatot a 10 partbíróval együtt vegyesen végeztek. 1995-ben a FIFA JB 20 női bíró kiválasztásával elkészítette az első nemzetközi női játékvezetői listát. Az 1995-ös világbajnokságon jelentősen megváltozott a női játékvezetők (5 férfi és 7 női) foglalkoztatása. A 12 asszisztens mellett egy játékvezetői partbírói tevékenység történt. 1999-ben a férfi bírók már elmaradtak a tornáról, 16 női játékvezető és 16 női asszisztens kapott meghívást. 1999-től bevezették a 4. bírói szolgálatot. 2003-ban 14 női bíró mellett 23 női asszisztens koordinálta a mérkőzéseket. 2007-ben a 14 női bíró és 22 női asszisztens végezte a mérkőzések koordinálását. A partbírók még nem kapcsolódtak szorosan a delegált nemzeti játékvezetőjükhöz. 2007-ben már minden játékvezető végzett legalább egy (4. bíró) tartalékbírói tevékenységet. 2011-ben 16 játékvezetőt, három 4. (tartalék) bírót (Esther Staubli nem kapott feladatot), valamint 32 asszisztenst jelöltek a torna mérkőzéseinek irányítására. Azok a játékvezetők (hat fő) akik kettő partbíróval képviselték nemzetük labdarúgó-szövetségét, állandó asszisztenssel rendelkeztek. A többi játékvezető a FIFA JB által delegált partbírói párokkal vezette a találkozót. A játékvezetők legalább egy 4. bírói szolgálatot is végeztek.
2009-ben a FIFA JB nemzetközi listáján, több mint 500 női játékvezető szerepelt. 2010 végén választották ki a világbajnokságon részt vevő játékvezetőket és partbírókat. A megelőző időszakokban minden nemzetközi mérkőzésüket szigorú ellenőrzés mellett végezték. Több táborozáson vettek részt, ahol Cooper-tesztet és elméleti vizsgafeladatokat kellett megoldaniuk. A FIFA mind a hat szövetsége képviselte magát: 21 fővel (6 játékvezető [Jv], három 4. bíró, 12 partbíró [PB]) az UEFA, 9 fővel (3 Jv és 6 PB) az AFC, 9 fővel (3 Jv és 6 PB) a CONCACAF, 6 fővel (2 Jv és 4 PB) a CONMEBOL, 3 fővel (1 Jv és 2 PB) a CAF, 3 fővel (1 Jv és 2 PB) az OFC zónából. A legidősebb játékvezető a 42 éves svéd Jenny Palmqvist, míg a legfiatalabb bíró a 29 éves Finau Vulvuli volt. A döntőt találkozót vezető Bibiana Steinhaus és további 4 társa 3-3 mérkőzést vezetett. A játékvezetők közül 6-an 2-2, 5 bíró 1-1 találkozót irányíthatott. Gaál Gyöngyi elnézett egy büntetőrúgást igénylő esetet, nem kapott további küldést. Az asszisztensek közül Marlene Duffy 4 esetben, 10-en 3-3 alkalommal, 9-en 2-2 találkozón, 12-en 1-1 partbírói küldést kaptak. A játékvezetők központi alaptáborában folyamatosan részt vettek a speciális képzési programokban (edzések, elméleti kérdések értékelése és iránymutatás). A FIFA JB helyszíni csoportjának vezetője Sonia Denoncourt volt.

## Játékvezetők
| Afrika - Thérèse Neguel Partbírók - Tempa Ndah François - Lidwine Rakotozafinoro Ázsia - Cha Sung Mi - Fukano Ecuko - Jacqui Melksham Partbírók - Kim Kyoung Min - Zhang Lingling - Takahasi Szaori - Shamsuri Widiya - Allyson Flynn - Sarah Ho Észak-Amerika - Kari Seitz - Carol Anne Chenard Partbírók - Marlene Duffy - Veronica Perez Közép-Amerika - Quetzalli Alvarado Partbírók - Emperatriz Ayala - Cindy Mohammed - Rita Munoz - Mayte Chavez - Marlene Duffy - Veronica Perez | Dél-Amerika - Estela Alvarez de Olivera - Silvia Reyes Partbíró - Mariana Corbo - Maria Rocco - Yoly García - Marlene Leyton Óceánia - Finau Vulivuli Partbíró - Jacqui Stephenson - Lata Tuifutuna Európa - Bibiana Steinhaus - Kirsi Heikkinen - Dagmar Damková - Gaál Gyöngyi - Jenny Palmqvist - Christina Pedersen Partbírók - Helen Karo - Anna Nyström - Cristina Cini - Anu Jokela - Tonja Paavola - Nathalie Walker - Lada Rojc - Hege Steinlund - Maria Luisa Villa Gutierrez - Yolanda Parga Rodríguez - Katrin Rafalski - Marina Wozniak Negyedik bírók - Thalia Mitsi - Kateryna Monzul - Esther Staubli |

## Eredmények
Az időpontok közép-európai nyári időben (UTC+2) értendők.

### Csoportkör
A csoportkörben minden csapat játszott a másik három csapattal egy-egy mérkőzést, így összesen 6 mérkőzésre került sor mind a négy csoportban. A csoportokból az első két helyezett jutott tovább. Minden csoportban az utolsó két mérkőzést azonos időpontban játszották.
A csoportokban a következők szerint kellett a sorrendet meghatározni:
1. több szerzett pont az összes mérkőzésen (egy győzelemért 3 pont, egy döntetlenért 1 pont jár, a vereségért nem jár pont)
2. jobb gólkülönbség az összes mérkőzésen
3. több lőtt gól az összes mérkőzésen

Ha két vagy több csapat a fenti három kritérium alapján is azonos eredménnyel áll, akkor a következők szerint kell meghatározni a sorrendet:
1. több szerzett pont az azonosan álló csapatok között lejátszott mérkőzéseken
2. jobb gólkülönbség az azonosan álló csapatok között lejátszott mérkőzéseken
3. több lőtt gól az azonosan álló csapatok között lejátszott mérkőzéseken
4. sorsolás

| Jelmagyarázat                                                                   |
| ------------------------------------------------------------------------------- |
| A csoportok első és második helyezettje bejutott az egyenes kieséses szakaszba. |
| A csoportok harmadik és negyedik helyezettje kiesett.                           |

#### A csoport
| Csapat        | M | Gy | D | V | G+ | G– | Gk | P |
| ------------- | - | -- | - | - | -- | -- | -- | - |
| Németország   | 3 | 3  | 0 | 0 | 7  | 3  | +4 | 9 |
| Franciaország | 3 | 2  | 0 | 1 | 7  | 4  | +3 | 6 |
| Nigéria       | 3 | 1  | 0 | 2 | 1  | 2  | –1 | 3 |
| Kanada        | 3 | 0  | 0 | 3 | 1  | 7  | –6 | 0 |

| 2011. június 26. 15:00 |

| Nigéria | 0–1               | Franciaország |
| ------- | ----------------- | ------------- |
|         | (0–0) Jegyzőkönyv | Delie 56'     |

| Rhein-Neckar-Arena, Sinsheim Nézőszám: 25 475 Játékvezető: Kari Seitz (amerikai) |

| 2011. június 26. 18:00 |

| Németország                         | 2–1               | Kanada       |
| ----------------------------------- | ----------------- | ------------ |
| Garefrekes 10' Okoyino da Mbabi 42' | (2–0) Jegyzőkönyv | Sinclair 82' |

| Olimpiai Stadion, Berlin Nézőszám: 73 680 Játékvezető: Jacqui Melksham (ausztrál) |

| 2011. június 30. 18:00 |

| Kanada | 0–4               | Franciaország                       |
| ------ | ----------------- | ----------------------------------- |
|        | (0–1) Jegyzőkönyv | Thiney 24' 60' Abily 66' Thomis 83' |

| Ruhrstadion, Bochum Nézőszám: 16 591 Játékvezető: Fukano Ecuko (japán) |

| 2011. június 30. 20:45 |

| Németország | 1–0               | Nigéria |
| ----------- | ----------------- | ------- |
| Laudehr 54' | (0–0) Jegyzőkönyv |         |

| Commerzbank-Arena, Frankfurt am Main Nézőszám: 48 817 Játékvezető: Csha Szongmi (dél-koreai) |

| 2011. július 5. 20:45 |

| Franciaország                      | 2–4               | Németország                                                   |
| ---------------------------------- | ----------------- | ------------------------------------------------------------- |
| Delie 56' Georges 72' Sapowicz 65′ | (0–2) Jegyzőkönyv | Garefrekes 25' Grings 32' 68' (11-esből) Okoyino da Mbabi 88' |

| Borussia-Park Stadion, Mönchengladbach Nézőszám: 45 867 Játékvezető: Kirsi Heikkinen (finn) |

| 2011. július 5. 20:45 |

| Kanada | 0–1               | Nigéria     |
| ------ | ----------------- | ----------- |
|        | (0–0) Jegyzőkönyv | Nkwocha 84' |

| Rudolf-Harbig-Stadion, Drezda Nézőszám: 13 638 Játékvezető: Finau Vulivuli (Fidzsi-szigeteki) |

#### B csoport
| Csapat    | M | Gy | D | V | G+ | G– | Gk | P |
| --------- | - | -- | - | - | -- | -- | -- | - |
| Anglia    | 3 | 2  | 1 | 0 | 5  | 2  | +3 | 7 |
| Japán     | 3 | 2  | 0 | 1 | 6  | 3  | +3 | 6 |
| Mexikó    | 3 | 0  | 2 | 1 | 3  | 7  | –4 | 2 |
| Új-Zéland | 3 | 0  | 1 | 2 | 4  | 6  | –2 | 1 |

| 2011. június 27. 15:00 |

| Japán                   | 2–1               | Új-Zéland |
| ----------------------- | ----------------- | --------- |
| Nagaszato 6' Mijama 68' | (1–1) Jegyzőkönyv | Hearn 12' |

| Ruhrstadion, Bochum Nézőszám: 12 538 Játékvezető: Kirsi Heikkinen (finn) |

| 2011. június 27. 18:00 |

| Mexikó     | 1–1               | Anglia       |
| ---------- | ----------------- | ------------ |
| Ocampo 33' | (1–1) Jegyzőkönyv | Williams 21' |

| Volkswagen-Arena, Wolfsburg Nézőszám: 8702 Játékvezető: Silvia Reyes (perui) |

| 2011. július 1. 15:00 |

| Japán                     | 4–0               | Mexikó |
| ------------------------- | ----------------- | ------ |
| Szava 13' 39' 80' Óno 15' | (3–0) Jegyzőkönyv |        |

| BayArena, Leverkusen Nézőszám: 22 291 Játékvezető: Christina Pedersen (norvég) |

| 2011. július 1. 18:15 |

| Új-Zéland     | 1–2               | Anglia               |
| ------------- | ----------------- | -------------------- |
| Gregorius 18' | (1–0) Jegyzőkönyv | Scott 63' Clarke 81' |

| Rudolf-Harbig-Stadion, Drezda Nézőszám: 19 110 Játékvezető: Thérèse Neguel (kameruni) |

| 2011. július 5. 18:15 |

| Anglia                  | 2–0               | Japán |
| ----------------------- | ----------------- | ----- |
| E. White 15' Yankey 66' | (1–0) Jegyzőkönyv |       |

| Impuls Arena, Augsburg Nézőszám: 20 777 Játékvezető: Carol Anne Chenard (kanadai) |

| 2011. július 5. 18:15 |

| Új-Zéland                 | 2–2               | Mexikó                 |
| ------------------------- | ----------------- | ---------------------- |
| Smith 90' Wilkinson 90+4' | (0–2) Jegyzőkönyv | Mayor 2' Domínguez 29' |

| Rhein-Neckar-Arena, Sinsheim Nézőszám: 20 451 Játékvezető: Jenny Palmqvist (svéd) |

#### C csoport
| Csapat           | M | Gy | D | V | G+ | G– | Gk | P |
| ---------------- | - | -- | - | - | -- | -- | -- | - |
| Svédország       | 3 | 3  | 0 | 0 | 4  | 1  | +3 | 9 |
| Egyesült Államok | 3 | 2  | 0 | 1 | 6  | 2  | +4 | 6 |
| Észak-Korea      | 3 | 0  | 1 | 2 | 0  | 3  | –3 | 1 |
| Kolumbia         | 3 | 0  | 1 | 2 | 0  | 4  | –4 | 1 |

| 2011. június 28. 15:00 |

| Kolumbia | 0–1               | Svédország    |
| -------- | ----------------- | ------------- |
|          | (0–0) Jegyzőkönyv | Landström 57' |

| BayArena, Leverkusen Nézőszám: 21 106 Játékvezető: Carol Anne Chenard (kanadai) |

| 2011. június 28. 18:00 |

| Egyesült Államok       | 2–0               | Észak-Korea |
| ---------------------- | ----------------- | ----------- |
| Cheney 54' Buehler 76' | (0–0) Jegyzőkönyv |             |

| Rudolf-Harbig-Stadion, Drezda Nézőszám: 21 859 Játékvezető: Bibiana Steinhaus (német) |

| 2011. július 2. 14:00 |

| Észak-Korea | 0–1               | Svédország    |
| ----------- | ----------------- | ------------- |
|             | (0–0) Jegyzőkönyv | Dahlkvist 64' |

| Impuls Arena, Augsburg Nézőszám: 3 768 Játékvezető: Estela Alvarez (argentin) |

| 2011. július 2. 18:00 |

| Egyesült Államok                   | 3–0               | Kolumbia |
| ---------------------------------- | ----------------- | -------- |
| O'Reilly 12' Rapinoe 50' Lloyd 57' | (1–0) Jegyzőkönyv |          |

| Rhein-Neckar-Arena, Sinsheim Nézőszám: 25 475 Játékvezető: Dagmar Damková (cseh) |

| 2011. július 6. 20:45 |

| Svédország                           | 2–1               | Egyesült Államok |
| ------------------------------------ | ----------------- | ---------------- |
| Dahlkvist 16' (11-esből) Fischer 35' | (2–0) Jegyzőkönyv | Wambach 67'      |

| Volkswagen-Arena, Wolfsburg Nézőszám: 23 468 Játékvezető: Fukano Ecuko (japán) |

| 2011. július 6. 20:45 |

| Észak-Korea | 0–0         | Kolumbia |
| ----------- | ----------- | -------- |
|             | Jegyzőkönyv |          |

| Ruhrstadion, Bochum Nézőszám: 7805 Játékvezető: Christina Pedersen (norvég) |

#### D csoport
| Csapat            | M | Gy | D | V | G+ | G– | Gk | P |
| ----------------- | - | -- | - | - | -- | -- | -- | - |
| Brazília          | 3 | 3  | 0 | 0 | 7  | 0  | +7 | 9 |
| Ausztrália        | 3 | 2  | 0 | 1 | 5  | 4  | +1 | 6 |
| Norvégia          | 3 | 1  | 0 | 2 | 2  | 5  | –3 | 3 |
| Egyenlítői-Guinea | 3 | 0  | 0 | 3 | 2  | 7  | –5 | 0 |

| 2011. június 29. 15:00 |

| Norvégia  | 1–0               | Egyenlítői-Guinea |
| --------- | ----------------- | ----------------- |
| Haavi 84' | (0–0) Jegyzőkönyv |                   |

| Impuls Arena, Augsburg Nézőszám: 12 928 Játékvezető: Quetzalli Alvarado (mexikói) |

| 2011. június 29. 18:15 |

| Brazília   | 1–0               | Ausztrália |
| ---------- | ----------------- | ---------- |
| Rosana 54' | (0–0) Jegyzőkönyv |            |

| Borussia-Park Stadion, Mönchengladbach Nézőszám: 27 258 Játékvezető: Jenny Palmqvist (svéd) |

| 2011. július 3. 14:00 |

| Ausztrália                     | 3–2               | Egyenlítői-Guinea |
| ------------------------------ | ----------------- | ----------------- |
| Khamis 8' Egmond 48' Vanna 51' | (1–1) Jegyzőkönyv | Añonma 21' 83'    |

| Ruhrstadion, Bochum Nézőszám: 15 640 Játékvezető: Gaál Gyöngyi (magyar) |

| 2011. július 3. 18:15 |

| Brazília                 | 3–0               | Norvégia |
| ------------------------ | ----------------- | -------- |
| Marta 22' 48' Rosana 46' | (1–0) Jegyzőkönyv |          |

| Volkswagen-Arena, Wolfsburg Nézőszám: 26 067 Játékvezető: Kari Seitz (amerikai) |

| 2011. július 6. 18:00 |

| Egyenlítői-Guinea | 0–3               | Brazília                                 |
| ----------------- | ----------------- | ---------------------------------------- |
|                   | (0–0) Jegyzőkönyv | Érika 49' Cristiane 54' 90+3' (11-esből) |

| Commerzbank-Arena, Frankfurt am Main Nézőszám: 35 859 Játékvezető: Bibiana Steinhaus (német) |

| 2011. július 6. 18:00 |

| Ausztrália    | 2–1               | Norvégia     |
| ------------- | ----------------- | ------------ |
| Simon 57' 87' | (0–0) Jegyzőkönyv | Thorsnes 56' |

| BayArena, Leverkusen Nézőszám: 18 474 Játékvezető: Estela Alvarez (argentin) |

### Egyenes kieséses szakasz
|  |              |                  |                  |                  |       |               |               |            |               |               |               |       |       |
|  | Negyeddöntők | Negyeddöntők     | Negyeddöntők     |                  |       | Elődöntők     | Elődöntők     | Elődöntők  |               |               | Döntő         | Döntő | Döntő |
|  | Negyeddöntők | Negyeddöntők     | Negyeddöntők     |                  |       | Elődöntők     | Elődöntők     | Elődöntők  |               |               | Döntő         | Döntő | Döntő |
|  | július 9.    |                  |                  |                  |       |               |               |            |               |               |               |       |       |
|  |              |                  |                  |                  |       |               |               |            |               |               |               |       |       |
|  | A1           | Németország      | 0                |                  |       |               |               |            |               |               |               |       |       |
|  | A1           | Németország      | 0                | július 13.       |       |               |               |            |               |               |               |       |       |
|  | B2           | Japán            | 1                |                  |       |               |               |            |               |               |               |       |       |
|  | B2           | Japán            | 1                |                  |       | Japán         | Japán         | 3          |               |               |               |       |       |
|  | július 10.   |                  |                  |                  |       | Japán         | Japán         | 3          |               |               |               |       |       |
|  |              |                  | Svédország       | Svédország       | 1     |               |               |            |               |               |               |       |       |
|  | C1           | Svédország       | Svédország       | Svédország       | 1     | 3             |               |            |               |               |               |       |       |
|  | C1           | Svédország       |                  |                  |       | 3             | július 17.    |            |               |               |               |       |       |
|  | D2           | Ausztrália       | 1                |                  |       |               |               |            |               |               |               |       |       |
|  | D2           | Ausztrália       | 1                |                  |       | Japán         | Japán         | 2 (3)      |               |               |               |       |       |
|  | július 9.    |                  |                  |                  |       | Japán         | Japán         | 2 (3)      |               |               |               |       |       |
|  |              |                  | Egyesült Államok | Egyesült Államok | 2 (1) |               |               |            |               |               |               |       |       |
|  | B1           | Anglia           | Egyesült Államok | Egyesült Államok | 2 (1) | 1 (3)         |               |            |               |               |               |       |       |
|  | B1           | Anglia           | július 13.       |                  |       | 1 (3)         |               |            |               |               |               |       |       |
|  | A2           | Franciaország    | 1 (4)            |                  |       |               |               |            |               |               |               |       |       |
|  | A2           | Franciaország    | 1 (4)            |                  |       | Franciaország | Franciaország | 1          | Bronzmérkőzés | Bronzmérkőzés | Bronzmérkőzés |       |       |
|  | július 10.   |                  |                  |                  |       | Franciaország | Franciaország | 1          | Bronzmérkőzés | Bronzmérkőzés | Bronzmérkőzés |       |       |
|  |              |                  | Egyesült Államok | Egyesült Államok | 3     |               |               | július 16. | július 16.    | július 16.    |               |       |       |
|  | D1           | Brazília         | Egyesült Államok | Egyesült Államok | 3     | 2 (3)         |               | július 16. | július 16.    | július 16.    |               |       |       |
|  | D1           | Brazília         |                  |                  |       |               |               | Svédország | Svédország    | 2             |               |       |       |
|  | C2           | Egyesült Államok | 2 (5)            |                  |       |               |               | Svédország | Svédország    | 2             |               |       |       |
|  | C2           | Egyesült Államok | 2 (5)            |                  |       | Franciaország | Franciaország | 1          |               |               |               |       |       |
|  |              |                  |                  |                  |       | Franciaország | Franciaország | 1          |               |               |               |       |       |

#### Negyeddöntők
| 2011. július 9. 18:00 |

| Anglia                             | 1–1 (h. u.)                 | Franciaország                              |
| ---------------------------------- | --------------------------- | ------------------------------------------ |
| J. Scott 59'                       | (0–0, 1–1, 1–1) Jegyzőkönyv | Bussaglia 88'                              |
| Büntetőpárbaj                      |                             |                                            |
| Smith Carney Stoney Rafferty White | 3–4                         | Abily Bussaglia Thiney Bompastor Le Sommer |

| BayArena, Leverkusen Nézőszám: 26 395 Játékvezető: Jenny Palmqvist (svéd) |

| 2011. július 9. 20:45 |

| Németország | 0–1 (h. u.)                 | Japán         |
| ----------- | --------------------------- | ------------- |
|             | (0–0, 0–0, 0–0) Jegyzőkönyv | Marujama 108' |

| Volkswagen-Arena, Wolfsburg Nézőszám: 26 067 Játékvezető: Quetzalli Alvarado (mexikói) |

| 2011. július 10. 13:00 |

| Svédország                            | 3–1               | Ausztrália |
| ------------------------------------- | ----------------- | ---------- |
| Sjögran 10' Dahlkvist 16' Schelin 52' | (2–1) Jegyzőkönyv | Perry 40'  |

| Impuls Arena, Augsburg Nézőszám: 24 605 Játékvezető: Silvia Reyes (perui) |

| 2011. július 10. 17:30 |

| Brazília                          | 2–2 (h. u.)                 | Egyesült Államok                   |
| --------------------------------- | --------------------------- | ---------------------------------- |
| Marta 68' (11-esből) 92'          | (0–1, 1–1, 2–1) Jegyzőkönyv | Daiane 2' (öngól) Wambach 120+2'   |
| Büntetőpárbaj                     |                             |                                    |
| Cristiane Marta Daiane Francielle | 3–5                         | Boxx Lloyd Wambach Rapinoe Krieger |

| Rudolf-Harbig-Stadion, Drezda Nézőszám: 25 598 Játékvezető: Jacqui Melksham (ausztrál) |

#### Elődöntők
| 2011. július 13. 18:00 |

| Franciaország | 1–3               | Egyesült Államok                 |
| ------------- | ----------------- | -------------------------------- |
| Bompastor 55' | (0–1) Jegyzőkönyv | Cheney 9' Wambach 79' Morgan 82' |

| Borussia-Park, Mönchengladbach Nézőszám: 25 676 Játékvezető: Kirsi Heikkinen (finn) |

| 2011. július 13. 20:45 |

| Japán                       | 3–1               | Svédország |
| --------------------------- | ----------------- | ---------- |
| Kavaszumi 19' 64' Szava 60' | (1–1) Jegyzőkönyv | Öqvist 10' |

| Commerzbank-Arena, Frankfurt am Main Nézőszám: 45 434 Játékvezető: Carol Anne Chenard (kanadai) |

#### Bronzmérkőzés
| 2011. július 16. 17:30 |

| Svédország                  | 2–1               | Franciaország |
| --------------------------- | ----------------- | ------------- |
| Schelin 29' Hammarström 82' | (1–0) Jegyzőkönyv | Thomis 56'    |

| Rhein-Neckar-Arena, Sinsheim Nézőszám: 25 515 Játékvezető: Kari Seitz (amerikai) |

#### Döntő
| 2011. július 17. 20:45 |

| Japán                               | 2–2 (h. u.)                 | Egyesült Államok         |
| ----------------------------------- | --------------------------- | ------------------------ |
| Mijama 81' Szava 117'               | (0–0, 1–1, 1–2) Jegyzőkönyv | Morgan 69' Wambach 104'  |
| Büntetőpárbaj                       |                             |                          |
| Mijama Nagaszato Szakagucsi Kumagai | 3–1                         | Boxx Lloyd Heath Wambach |

| Commerzbank-Arena, Frankfurt am Main Nézőszám: 48 817 Játékvezető: Bibiana Steinhaus (német) |

### Díjak
| A 2011-es női labdarúgó-világbajnokság győztese |
| JAPÁN 1. cím                                    |

| Aranycipő nyertes: | Aranylabda nyertes: | FIFA Fair Play Díj: |
| ------------------ | ------------------- | ------------------- |
| Szava Homare       | Szava Homare        | Japán               |

### Gólszerzők
5 gólos
- Szava Homare

4 gólos
- Marta
- Abby Wambach

3 gólos
- Lisa Dahlkvist

2 gólos
| - Kyah Simon - Cristiane - Rosana - Jill Scott - Genoveva Añonma - Marie-Laure Delie | - Gaëtane Thiney - Élodie Thomis - Kerstin Garefrekes - Inka Grings - Célia Okoyino da Mbabi | - Kavaszumi Nahomi - Mijama Aja - Lotta Schelin - Lauren Cheney - Alex Morgan |

1 gólos
| - Lisa De Vanna - Leena Khamis - Ellyse Perry - Emily van Egmond - Érika - Christine Sinclair - Jessica Clarke - Ellen White - Fara Williams - Rachel Yankey - Camille Abily - Sonia Bompastor - Élise Bussaglia | - Laura Georges - Simone Laudehr - Marujama Karina - Nagaszato Júki - Óno Sinobu - Maribel Domínguez - Stephany Mayor - Mónica Ocampo - Sarah Gregorius - Amber Hearn - Rebecca Smith - Hannah Wilkinson | - Perpetua Nkwocha - Emilie Haavi - Elise Thorsnes - Nilla Fischer - Marie Hammarström - Jessica Landström - Josefine Öqvist - Therese Sjögran - Rachel Buehler - Carli Lloyd - Heather O'Reilly - Megan Rapinoe |

1 öngólos
- Daiane (az Egyesült Államok ellen)

### Végeredmény
Az első négy helyezett utáni sorrend nem tekinthető hivatalosnak, mivel ezekért a helyekért nem játszottak mérkőzéseket. Ezért e helyezések meghatározásához az alábbiak lettek figyelembe véve:
1. több szerzett pont (a 11-esekkel eldöntött találkozók a hosszabbítást követő eredménnyel, döntetlenként vannak feltüntetve)
2. jobb gólkülönbség
3. több szerzett gól

A hazai csapat eltérő háttérszínnel kiemelve.

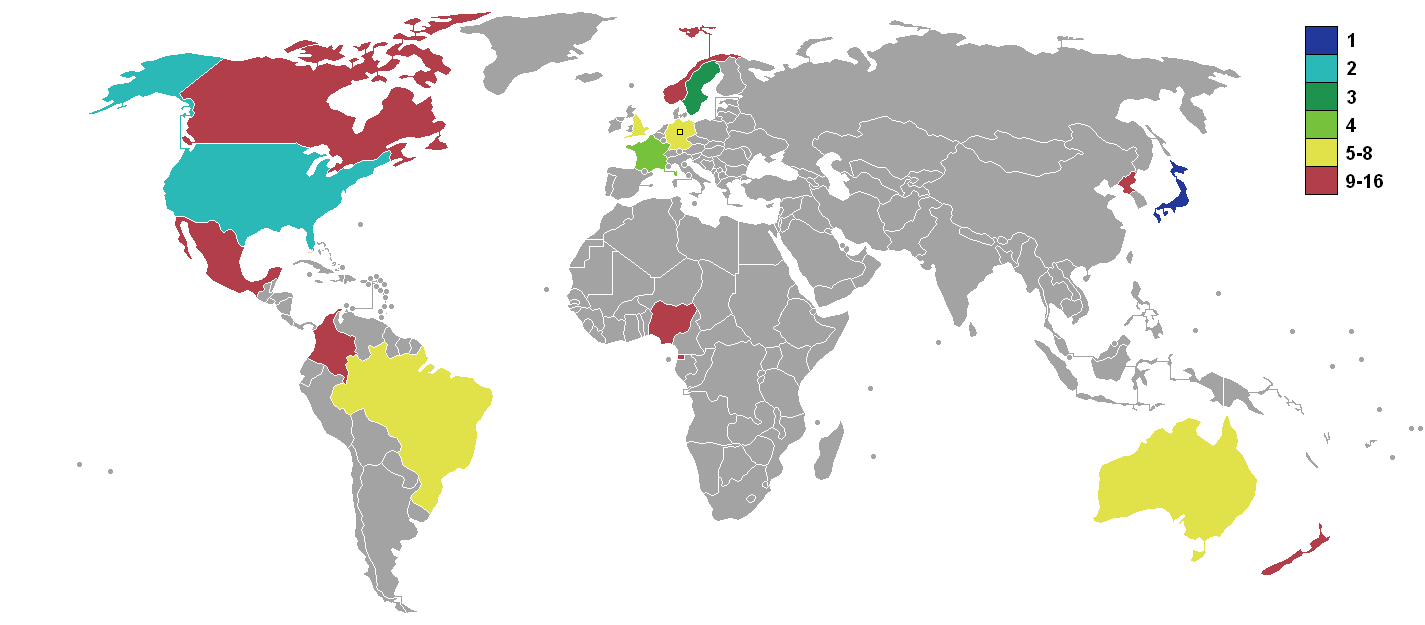
A 2011-es női labdarúgó-világbajnokságon részt vevő országok helyezései

| Helyezés | Nemzet            | M | Gy | D | V | G+ | G– | Gk | P  |
| -------- | ----------------- | - | -- | - | - | -- | -- | -- | -- |
| Arany    | Japán             | 6 | 4  | 1 | 1 | 12 | 6  | +6 | 13 |
| Ezüst    | Egyesült Államok  | 6 | 3  | 2 | 1 | 13 | 7  | +6 | 11 |
| Bronz    | Svédország        | 6 | 5  | 0 | 1 | 10 | 6  | +4 | 15 |
| 4.       | Franciaország     | 6 | 2  | 1 | 3 | 10 | 10 | 0  | 7  |
|          |                   |   |    |   |   |    |    |    |    |
| 5.       | Brazília          | 4 | 3  | 1 | 0 | 9  | 2  | +7 | 10 |
| 6.       | Németország       | 4 | 3  | 0 | 1 | 7  | 4  | +3 | 9  |
| 7.       | Anglia            | 4 | 2  | 2 | 0 | 6  | 3  | +3 | 8  |
| 8.       | Ausztrália        | 4 | 2  | 0 | 2 | 6  | 7  | –1 | 6  |
|          |                   |   |    |   |   |    |    |    |    |
| 9.       | Nigéria           | 3 | 1  | 0 | 2 | 1  | 2  | –1 | 3  |
| 10.      | Norvégia          | 3 | 1  | 0 | 2 | 2  | 5  | –3 | 3  |
| 11.      | Mexikó            | 3 | 0  | 2 | 1 | 3  | 7  | –4 | 2  |
| 12.      | Új-Zéland         | 3 | 0  | 1 | 2 | 4  | 6  | –2 | 1  |
| 13.      | Észak-Korea       | 3 | 0  | 1 | 2 | 0  | 3  | –3 | 1  |
| 14.      | Kolumbia          | 3 | 0  | 1 | 2 | 0  | 4  | –4 | 1  |
| 15.      | Egyenlítői-Guinea | 3 | 0  | 0 | 3 | 2  | 7  | –5 | 0  |
| 16.      | Kanada            | 3 | 0  | 0 | 3 | 1  | 7  | –6 | 0  |